# Bandeira de Leningrado
A Bandeira de Leningrado é um dos símbolos oficiais do Oblast de Leningrado, uma subdivisão da Federação Russa. Foi aprovada em 9 de  dezembro de 1997. 

## Descrição
Seu desenho consiste em um retângulo de proporções largura comprimento de 2:3. Na parte superior há um campo branco com 2/3 da largura total, neste campo está o brasão de armas da região de Leningrado. A largura total do emblema é de 2/9 do comprimento total do pavilhão. Na parte inferior há duas faixas, uma azul e uma vermelha, cujos contornos formam seis ondas, separadas por uma estreita faixa branca de 1/60 da largura total da bandeira. O outro lado da bandeira é um reflexo da sua frente.

## Simbolismo
As cores da bandeira seguem o padrão da maioria dos países do leste europeu, de algumas bandeiras de outras subdivisões russas, assim como a própria Bandeira da Rússia, ou seja, usam as cores Pan-Eslavas que são o vermelho, o branco e o azul.
Por possuírem os mesmos elementos em seu desenho, a Bandeira de Leningrado é bastante semelhante à do óblast de Ulianovsk.